# Козловичи (Минская область)
Козловичи (бел. Казловічы) — агрогородок в Слуцком районе Минской области Белоруссии. Административный центр Козловичского сельсовета. Находится в 5 км юго-восточнее Слуцка.

## История
В начале XX в. деревня в Царевской области Слуцкого повета, 8 верст от Слуцка, 88 дворов, 779 жителей.
В 1971 году 326 дворов, 1170 жителей. На 1 января 1998 года 403 двора, 982 жителя. 
В 1934 году был создан знаменитый на всю Белоруссию и РСФСР — Козловичский народный хор, который называли как Слуцкиий хор. (см. https://web.archive.org/web/20170421194637/http://www.slutsk.minsk-region.by/ru/soc/culture/club/nar_koll/nar_hor). Хор прославился своим первым национальным республиканским концертом на ВДНХ в Москве и другими гастролями по всей территории Белоруссии и РСФСР. Тем самым, положив основу национальных выступлений за границами своей Республики. До этого национальных выступлений вне Республики не проводилось. Козловичский народный хор - дипломант ВДНХ СССР в г.Москве, дипломант первого Всесоюзного фестиваля народного искусства. В 2007 году хор стал дипломантом областного фестиваля «Пеўчае поле» и VII областного фестиваля народного искусства «Напеў зямлі маёй».
В деревне есть памятники 430 землякам, погибшим во время Великой Отечественной войны, С. М. Кирову, братские могилы советских воинов.

## Транспорт
Доехать со Слуцка до деревни можно:
на автобусе 206 с — Слуцк АВ — Дальние Бондари. 

электричках Слуцк — Осиповичи1, Солигорск — Осиповичи 

## Инфраструктура
- Козловичский сельский исполком
- Козловичская сельская библиотека-филиал № 19 сети публичных библиотек Слуцкого района .
- Магазин «Продукты»
- Магазин «Промтовары»
- Физкультурно-оздоровительный комплекс «Олимп»
- Ресторан «Нива»
- Средняя школа
- Дом культуры
- Отделение почтовой связи «Козловичи»
- Отделение № 45 филиала № 615 АСБ «Беларусбанк»

## Известные уроженцы
- Мартинович, Александр Андреевич — белорусский критик.
- Синегуб И. Л. — Герой Социалистического труда.
- Леанід_Дзямідавіч_Лагун (03.09.1935 - 25.01.2020гг.) - заслуженный штурман СССР, Ветеран труда СССР, Орден "Знак Почета", единственный флаг-штурман и первый главный штурман белорусской Гражданской Авиации (1973-1986гг.)
- Лагун Демид Павлович (1902 - 06.1941гг.) - первый председатель колхоза "Имени Кирова" (1917-1941гг.). Активный участник движения АВИАХИМ. Создан, знаменитый всем местным жителям, так называемый Демидов-брод.
- Лагун Акулина Тарасовна (1904-1996гг.) - первая солистка знаменитого Козловичского народного хора в 1934-м году. Супруга первого председателя колхоза "Имени Кирова" (1917-1941гг.) - Лагуна Демида Павловича. В годы ВОВ (1941-1944гг.) - связная партизанский отряд "Имени Железняка", как жена коммуниста. Переводила под прикрытием бежавших из окружения и лагерей бойцов в партизанский отряд. Умерла у старшего сына в Туле в 1996 году.
- Сергей Дмитриевич Лемещенко - второй председатель колхоза "Имени Кирова" после 1944г, Герой Социалистического труда.
- Колядко (Лагун) Татьяна Ивановна - председатель райисполкома Московского района города Минска с 2019 года, возглавляет общественное объединение «Белорусский союз женщин Московского района», медаль За трудовые заслуги.